# Wendy Hall
Wendy Hall (25 de octubre de 1952) es una científica de la computación.  Es Profesora Regius (es decir, nombrada o patrocinada por la corona) de Ciencias de la Computación en la Universidad de Southampton, Inglaterra.

## Trayectoria
Wendy Hall nació en el oeste de Londres y se educó en la escuela para niñas Ealing Grammar School for Girls. Realizó sus estudios en matemáticas en la Universidad de Southampton. Completó su Bachelor of Science (BSc) en 1974, y su Doctorado en Filosofía (PhD) en 1977. Su tesis doctoral se tituló Automorphisms and coverings of Klein surfaces (Automorfismos y superficies de coberturas de Klein). Más tarde hizo un Magíster en Ciencias en Computación en la Universidad de la City de Londres.

## Carrera
Hall regresó a la Universidad de Southampton en 1984 para unirse al recién formado grupo de ciencias de la computación, trabajando en multimedia e hipermedia. Su equipo inventó el sistema Microcosm de hipermedia (antes de que existiera la World Wide Web), que fue comercializado como una start-up, Multicosm Ltd.
Wendy Hall y Hugh Davis dirigieron el Grupo de Investigación Multimedia de la Universidad de Southampton, que creó sistemas comerciales poco antes del comienzo de la era del hipertexto y los sistemas de bases de datos, entre los que cabe mencionar los siguientes:
- Microcosm 1994 (que utilizaba servicios de enlace)
- Servicios de enlace distribuidos 1995
- Multicosm 1998
- Portal Maximizer 2001

Estos sistemas utilizaban un servidor independiente para albergar una base de enlaces y registraban enlaces desde puntos de anclaje dentro de un documento Word o pdf, de forma similar a la visión original de Vannevar Bush sobre los documentos de hipertexto.
Hall fue nombrada como la primera mujer profesora de ingeniería de la Universidad en 1994. Después, fue Jefa de la Escuela de Electrónicas e Informática desde 2002–07.
En 2006, Hall fue consejera fundadora de la Iniciativa de Investigación de Ciencias de la Web (ahora llamada la Web Science Trust), junto con Tim Berners-Lee, Nigel Shadbolt, y Daniel Weitzner, para promover la disciplina de la Ciencia de la Web y fomentar la colaboración en investigación entre la Universidad de Southampton y MIT.
Hall fue Presidenta de la British Computer Society en 2003-04 y de la Asociation for Computing Machinery en 2008-10. Desde 2014, ha sido Comisaria para la Comisión Global sobre Internet Governance.
En 2017, Hall fue nombrada Profesora Regius en Ciencias de la Computación en la Universidad de Southampton.
En 2020 fue nombrada presidenta del Ada Lovelace Institute por la Nuffield Foundation - el financiador independiente de la organización, sucediendo en dicha posición a Alan Wilson.

## Premios y reconocimientos
Hall fue nombrada Comandante de la Orden del Imperio británico (CBE) en la ceremonia del Año 2000. Fue promovida a Dama Comandante de la Orden del Imperio británico (DBE) en la ceremonia del Año 2009.
Hall también tiene doctorados honoris causa de la Universidad de Oxford Brookes, la Universidad de Glamorgan, la Universidad de Cardiff, la Universidad Abierta de Cataluña, y la Universidad de Pretoria.
En 2000, fue elegida como Profesora Distinguida de la Real Academia de Ingeniería (FREng). Es profesora distinguida de la British Computer Society (FBCS) (de la que ha sido Presidenta) y Profesora Distinguida de la Institución de Ingeniería y Tecnología (FIET). En 2002, fue nombrada profesora distinguida del City and Guilds of London Institute (FCGI). Fue elegida como profesora distinguida de la Sociedad Real (FRS) en 2009.
En 2006, fue la ganadora del Premio ABIE por Liderazgo Técnico del Instituto Anita Borg.
En 2010, fue nombrada como Socia de la ACM "por contribuciones a la web semántica y la ciencia de la web y por servicio a la ACM y a la comunidad internacional de informática." En 2016, fue nombrada como Presidenta Kluge en Tecnología y sociedad en la Biblioteca del Congreso. Es miembro del Consejo Consultor para la Campaña para la Ciencia e Ingeniería, y también es profesora distinguida de la Academia Europaea.
Fue una de las 30 mujeres identificada en la campaña de 2014 de Mujeres en TI de la BCS y fue presentada en el libro electrónico de estas 30 mujeres en TI, “Mujeres en TI: Inspirando la siguiente generación” producida por la BCS, por medio del Instituto Chartered para TI, como libro electrónico de libre descarga, de varias fuentes.
En febrero de 2013, fue evaluada como una de las 100 mujeres más potentes en el Reino Unido por la Hora de la Mujer en la Radio de la BBC4. En sus Discos de la Isla del Desierto en 2014, en el mismo radiocanal, escogió Wikipedia como el libro que más le gustaría si estuviese abandonada en una isla de desierto.